# Списак дједова Цркве босанске
Списак дједова Цркве босанске је списак поглавара средњовековне Цркве босанске, која се доводи у везу са богумилима. Најзначајнији историјски извор који говори о поглаварима Цркве босанске је „Попис богомилских владара“, који се налази у јеванђељу босанског тепачије Батала из 1393. године. У попису се налази списак богомилских поглавара од средине 11. века, па све до 1393. године. У Баталовом попису налази се 28 имена богомилских дједова, која су подељена у две групе, према две главне епохе из живота цркве босанских богомила. Тих 28 дједова управљали су босанском богомилском црквом од 11. века, па све до дједа Ратка, који је управљао крајем 14. века. 

## Прва Баталова листа дједова
- Дјед Јеремија (1010-1024) /Поп Јеремија/
- Дјед Азарија (1024-1038)
- Дјед Куклеч (1038-1052)
- Дјед Иван (1052-1066)
- Дјед Годин (1066-1080)
- Дјед Тишемир (1080-1094)
- Дјед Дидодраг (1094-1108)
- Дјед Бучина (1108-1122)
- Дјед Крач (1122-1136)
- Дјед Братич (1136-1150)
- Дјед Будислав (1150-1164)
- Дјед Драгош (1164-1181)
- Дјед Драгич (1182-1205)
- Дјед Љубин (1205-1215)
- Дјед Дражета (1215-1220)
- Дјед Томиша (1220-1223)

## Друга Баталова листа дједова
- Дјед Растудије (1223-1230)
- Дјед Радоје (1230-1244)
- Дјед Радован I (1244-1258)
- Дјед Радован II (1258-1272)
- Дјед Хлапоје (1272-1286)
- Дјед Драгост (1286-1300)
- Дјед Повржен (1300-1314)
- Дјед Радослав I (1314-1328)
- Дјед Радослав II (1328-1342)
- Дјед Мирослав (1342-1356)
- Дјед Болеслав (1356-1370)
- Дјед Ратко I (1370-1393)

## Трећа листа дједова позната из савремених извора
- Дјед Радомир (1400-1414)
- Дјед Мирохна (1414-1430)
- Дјед Милоје (1430-1450)
- Дјед Ратко II (1450-1465)
- Непознати дјед (1465-1480)